# Имеглимин
Имеглимин (Imeglimin) является новым пероральным гипогликемическим средством из нового класса молекул, содержащих тетрагидротриазин и называемых «глиминами». Он доступен в Японии c 2021 года под названием «Тваймиг» (Twymeeg) и используется для лечения сахарного диабета 2-го типа.  Монотерапия или дополнительная терапии этим препаратом позволяет снижать уровень глюкозы в крови натощак, а также гликированный гемоглобин (гемоглобин A1c, HbA1c) без дополнительного риска гипогликемии
Обнаружено что имеглимин улучшает функцию митохондрий, в частности активирует путь, ведущий к увеличению содержания НАД+, который участвует в регуляции внутриклеточного Ca2+.
В опытах на крысах имеглимин, по крайней мере частично, независимо от контроля уровня глюкозы противодействовал дисфункции сердца, связанной с метаболическим синдромом, за счет снижения окислительного стресса/повышения биодоступности NO и улучшения перфузии миокарда

## Побочные эффекты
Гипогликемия (6,7%) была описана как серьезный побочный эффект при передозировке.
Кроме того в менее чем в 1-5% случаев возникают тошнота, диарея и запор.

## Фармакокинетика
Влияния способа приема пищи (до или после еды) на поглощение препарата не наблюдалось  .
После достижения максимального уровня в крови через 2,5 часа после перорального приема он выводится из организма с периодом полувыведения 12 часов .